# Савонья-д'Ізонцо
Савонья-д'Ізонцо (італ. Savogna d'Isonzo) — муніципалітет в Італії, у регіоні Фріулі-Венеція-Джулія,  провінція Гориція.
Савонья-д'Ізонцо розташована на відстані близько 460 км на північ від Рима, 36 км на північний захід від Трієста, 4 км на південний захід від Гориції.
Населення — 1737 осіб (2014).
Щорічний фестиваль відбувається 11 листопада. Покровитель — святий Мартин.

## Демографія
Населення за роками:

Станом на 1 січня 2023 року в муніципалітеті офіційно проживало 98 іноземців з 13 країн, серед них 8 громадян країн Євросоюзу та 7 громадян України.

## Сусідні муніципалітети
- Добердо-дель-Лаго
- Фарра-д'Ізонцо
- Гориція
- Мерна-Кастаньевіцца
- Нова-Горика
- Саградо